# هوبه الغرب (السياني)

تعديل مصدري - تعديل

هوبه الغرب محلة تابعة لقرية تلعقة، التابعة لعزلة العارضة بمديرية السياني إحدى مديريات محافظة إب في الجمهورية اليمنية.، بلغ تعداد سكانها 50 حسب تعداد اليمن لعام 2004.